# ジェームズ・マクディビット
ジェームズ・アルトン・マクディビット（James Alton McDivitt、1929年6月10日 - 2022年10月13日）は、アメリカ空軍の将校で、アメリカ航空宇宙局(NASA)の宇宙飛行士である。アメリカの元テストパイロット、米国空軍パイロット、航空エンジニア。ジェミニとアポロ計画にて宇宙飛行を行っている。

## 略歴
1929年6月10日、アメリカ合衆国イリノイ州シカゴにて生誕。ミシガン州カラマズーにあるカラマズーセントラル高校を卒業後、ミシガン大学で航空工学を学び1959年に首席で卒業し学位を得た。
1951年にアメリカ空軍に入隊。エド・ホワイトがアメリカ初の船外活動を行ったジェミニ4号の飛行を指揮し、その後月着陸船とアポロ飛行で最初の乗組員飛行試験であるアポロ9号の飛行を指揮した。後に月面着陸作戦のマネージャーになり、1969年から1972年までアポロ宇宙船プログラムマネージャーを務めた。
2022年10月13日、93歳で死去。

## ギャラリー
- 空軍の制服を着たマクディビット
- マクディビットはジェミニ4号のミッションのために自身の宇宙服でポーズをとる
- 1965年のパリ航空ショーでマクディビット（右）とエドホワイト（右から3番目）がユーリイガガーリン（左）と握手
- アポロ9号のミッション中のコマンドモジュールガムドロップ内のマクディビット
- ジム・マクディビット、2009年2月